# Arnošt Goldflam
Arnošt Goldflam (* 22. září 1946 Brno) je český herec, dramatik, režisér, pedagog a spisovatel pro děti.

## Život
Narodil se v Brně v židovské rodině Otty Goldflama. Domáckým jménem byl přezdíván Ríša. Po absolutoriu Střední všeobecně vzdělávací školy začal studovat medicínu, po dvou semestrech odešel. Pracoval postupně jako slévač, jádrař a dále v Královopolské jako rozpočtář. V roce 1978 vystudoval režii na Janáčkově akademii múzických umění v Brně. Již během studia hrál drobné role v divadle. Po studiu působil v brněnských divadlech Satirické divadlo Večerní Brno a Divadlo X, od studijního věku taktéž vystupoval v Divadle na provázku. V letech 1978 až 1993 působil v prostějovském a později brněnském Hanáckém divadle / HaDivadle. V 80. letech začal být obsazován do menších filmových a televizních rolí. Největší ohlas měly role Arnošta ve filmu Dědictví aneb Kurvahošigutntag a Lustiga ve snímku Lotrando a Zubejda. Další filmy a seriály, kde se objevil, jsou např. Otesánek, Modrý Mauritius, František je děvkař či Proč bychom se netopili. V nynější době[kdy?] režíruje divadelní hry a učí na JAMU a DAMU, profesorem pro obor dramatická umění byl jmenován s účinností od 5. listopadu 2007.
Je podruhé ženatý, z prvního manželství má dceru. Jeho druhou manželkou je výtvarnice a scénografka Petra Goldflamová-Štětinová, se kterou má syna a dceru.
Během období normalizace byl členem Komunistické strany Československa, na podzim roku 1989 ze strany vystoupil. V roce 1974 byl registrován Státní bezpečností (StB) nejprve jako „prověřovaná osoba“, poté jako „kandidát tajné spolupráce“ a nakonec jako „agent“ s krycím jménem Eisenberg se zaměřením na problematiku sionistů. Podle archivářů však jeho spolupráce s StB není podložená jinými fakty a sám Goldflam uvedl, že se našlo pouze jedno konstatování ve spisu jeho kamaráda, redaktora Hlasu Ameriky, ve kterém se uvádí, že je „nespolehlivým člověkem“, který se „kamarádí s nespolehlivými živly“. Kvůli tomu, že působil v režimně nekonformním divadle, kde uváděl vlastní texty, býval předvoláván k výslechům.

## Filmografie
- Klíče (1983, TV film)
- Tisícročná včela (1983) – Grundig
- Plukovník Starbottle a krásná žalobkyně (1985, TV film)
- Tichá radosť (1985) – dr. Doboš
- O Háderunovi a víle Elóře (1986, TV film)
- Pražákům, těm je hej (1989) – dr. Kalvoda
- Něžný barbar (1989) – Egon Bondy
- Zvířata ve městě (1989) – Kupka
- Poslední (1991, TV film)
- Vyžilý Boudník (1991) – Vyžilý
- Dědictví aneb Kurvahošigutntag (1992) – Arnošt
- Kačenka a strašidla (1992) – novinář
- Kačenka a zase ta strašidla (1992) – novinář
- Uctivá poklona, pane Kohn (1993, TV seriál) – Pick (5. díl)
- Zmrazený Vasil (1993, TV film)
- Divadelní román (1994, TV film)
- ...ani smrt nebere (1995) – režisér
- Fany (1995) – psychiatr
- Malostranské humoresky (1995) – docent
- Mutters Courage (1995)
- Draculův švagr (1996, TV seriál) – 2. Guláš – Anatol
- Jubileum (1996, TV film)
- Bumerang (1997) – Ivan Šmahel
- Četnické humoresky (1997, TV seriál, 6 epizod)
- Lotrando a Zubejda (1997) – Lustig
- Císař a tambor (1998) – turecký vyslanec
- Převeliké klanění právě narozenému Jezulátku aneb Betlém (1998, TV film)
- Nevěsta pro Paddyho (1999, TV film)
- Píseň o lítosti (1999, TV film)
- Otesánek (2000) – gynekolog
- Případy detektivní kanceláře Ostrozrak (2000, TV seriál) – Holousek
- Sjezd abiturientů (2000, TV film)
- O ztracené lásce (2001, TV seriál)
- Vyhnání z ráje (2001) – Kabrhel
- Podzimní návrat (2001) – poštovní úředník
- Večery Analogonu (2002, TV seriál)
- Nuda v Brně (2003) – hraje Arnošta Goldflama v inscenaci brněnské televize Nešahej na tu plotnu!
- Modrý Mauritius (2004, TV film)
- Bazén (2005, TV seriál) – kotelník Mácha
- Blízko nebe (2005) – Gut
- Trapasy (2007, TV seriál)
- Proč bychom se netopili (2007, TV seriál) – Melounek
- František je děvkař (2008) – profesor Perník
- Vzhůru dolů! (2008) – otec Josefa Poláška
- Poste restante (2009) – Jarouškův otec, manžel Libuše Šafránkové
- Na houby (2011) – otec Josefa Poláška
- Dědictví aneb Kurvaseneříká (2014)
- The Zookeeper's Wife (2017) – Janusz Korczak
- Ohnivý kuře (2018, TV seriál) – Alois

## Odkazy

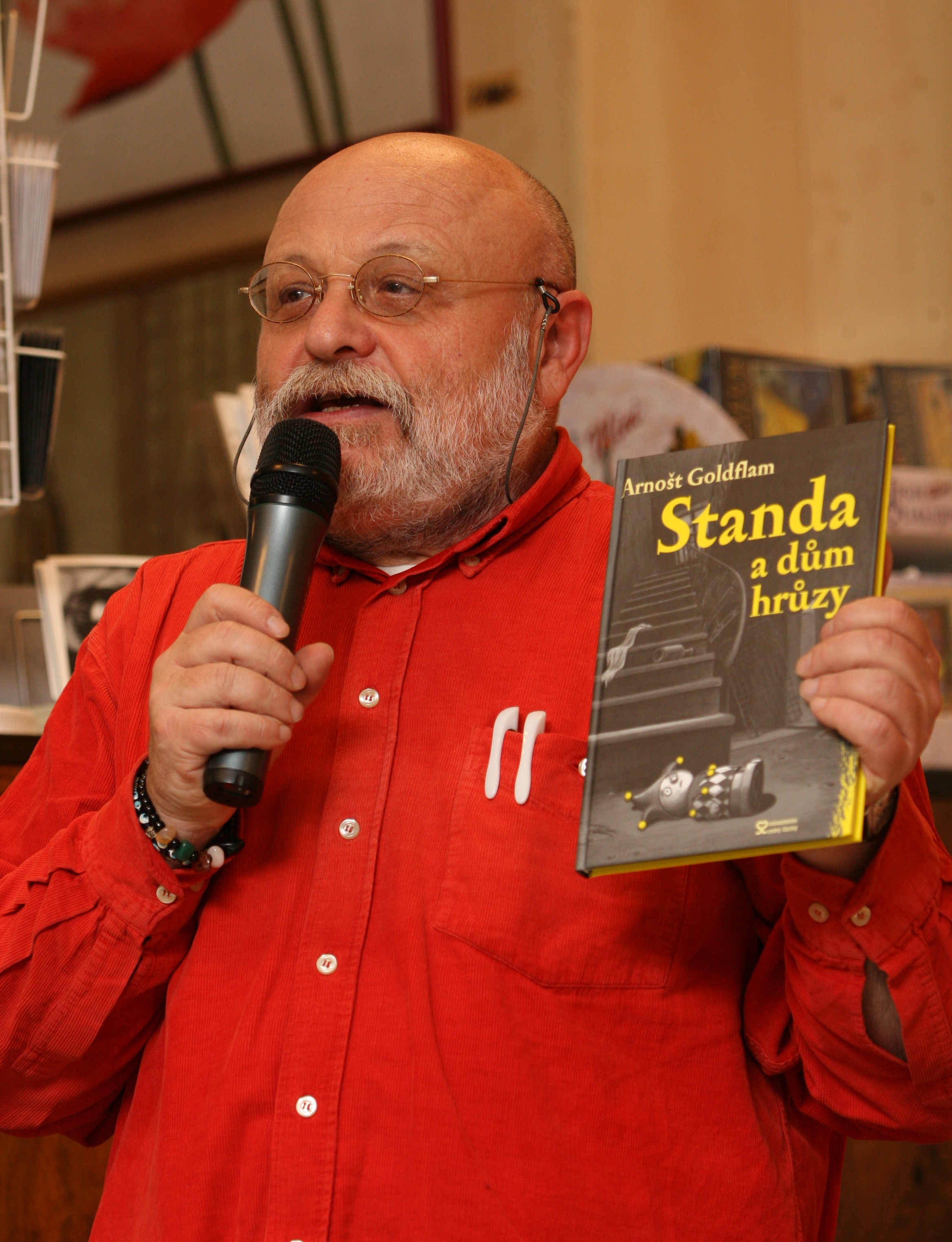
Arnošt Goldflam představuje svoji knihu Standa a dům hrůzy, 2008